# سيرينا م. شانسيلور
سيرينا ماريا أونيون شانسيلور (بالإنجليزية: Serena Maria Auñón-Chancellor) (من مواليد 9 أبريل 1976 في إنديانابوليس، إنديانا) وهي طبيبة أمريكية ومهندسة ورائدة فضاء في ناسا.

## تعليمها
حصلت أونين شانسيلور على درجة البكالوريوس في الهندسة الكهربائية من جامعة جورج واشنطن، كما حصلت على درجة الدكتوراه في الطب من جامعة تكساس مدرسة الطب في هيوستن (UTMB) في عام 2006.

## عملها الطبي
تم توظيف أونين شانسيلور من قبل ناسا كجراحة وقضت أكثر من تسعة أشهر في روسيا لدعم العمليات الطبية لرواد الفضاء في محطة الفضاء الدولية. وشغلت منصب نائب جراح الطاقم لـ STS-127 و Expedition 22. كما أنها تعمل كنائبة لرئيس أوريون.
حصلت على جائزة جوليان إي وارد التذكارية لعام 2009 من الجمعية الطبية للفضاء لمساهمتها في الرعاية السريرية لطاقم الرحلات الفضائية.

## عملها في ناسا
تم اختيار أونين شانسيلور كرائدة فضاء في يونيو 2009. أكملت برنامج التدريب على ترشيح رواد الفضاء في عام 2011. وفي يونيو 2012 ، قامت أونين بتجربة جهاز DeepWorker 2000 كجزء من مهمة التنقيب تحت الماء التابع لناسا / NOAA NEEMO 16 بولاية فلوريدا.
في يوليو 2015 ، شاركت أونين شانسيلور كشاصفة مائية في طاقم NEEMO 20.
في 16 يناير، 2018 ، تم إعلان أونين شانسيلور بأنها سوف تحل محل عضو طاقم العمل الرئيسي لجوبيديشن 56 Jeanette J. Epps.

## حياتها الشخصية
تزوجت شانسيلور من الفيزيائي جيف تشانسلور ولديها ابنة تدعى سيرفينا شانسيلور. وهم يعيشون حاليا في ليغ سيتي (تكساس).
والد أونين شانسيلور هو الدكتور خورخي أونون، المنفي الكوبي الذي وصل إلى الولايات المتحدة في عام 1960. ووالدتها هي السيدة مارغريت أونين.

## وصلات خارجية
- Astronaut Bio: Serena M. Aunon (09/2009)
- Spacefacts biography of Serena M. Auñón